# Прирічне (Кабардино-Балкарія)
Прирічне (рос. Приречное) — село у Зольському районі Кабардино-Балкарії Російської Федерації.
Орган місцевого самоврядування — сільське поселення Прирічне. Населення становить 1189 осіб.

## Історія
Згідно із законом від 27 лютого 2005 року органом місцевого самоврядування є сільське поселення Прирічне.

## Населення
| 2002  | 2010  | 2012  | 2013  | 2014  | 2015  | 2016  |
| ----- | ----- | ----- | ----- | ----- | ----- | ----- |
| 1014  | ↗1189 | ↘1177 | ↘1160 | ↘1152 | ↘1144 | ↘1136 |
| 2017  | 2018  | 2019  | 2020  |       |       |       |
| ↗1141 | →1141 | →1141 | ↘1128 |       |       |       |